# Новогагатли
Новогагатли — село в Хасавюртовском районе Дагестана.
Образует муниципальное образование село Новогагатли со статусом сельского поселения как единственный населённый пункт в его составе.

## Географическое положение
Село расположено к северу от районного центра города Хасавюрт.
Ближайшие населённые пункты: на северо-западе — село Октябрьское, на северо-востоке — село Чагаротар, на юге — село Новосельское, на севере — село Буденновка, на западе — сёла Акбулатюрт и Теречное.

## История
Официальной датой основания села считается 1957 год, когда в 3-е отделение совхоза «Аксай» были переселены андийцы из районов восстановленной ЧИАССР. В 1964 году Указом Президиума ВС РСФСР населённый пункт совхоза «Аксай» переименован в село Новогагатли.

## Население
| 1939  | 1970  | 1989  | 2002  | 2010  | 2012  | 2013  |
| ----- | ----- | ----- | ----- | ----- | ----- | ----- |
| 31    | ↗2608 | ↗2623 | ↗4314 | ↗4782 | ↗4929 | ↗5060 |
| 2014  | 2015  | 2016  | 2017  | 2018  | 2019  | 2020  |
| ↗5185 | ↗5290 | ↗5376 | ↗5493 | ↗5631 | ↗5728 | ↗5888 |
| 2021  | 2023  | 2024  | 2025  |       |       |       |
| ↗5956 | ↗6122 | ↗6256 | ↗6369 |       |       |       |

Большую часть населения (97 %) составляют андийцы

## История
История возникновения села берёт начало в период Великой Отечественной войны. В годы войны жители села Гагатли Ботлихского района искали более безопасные для проживания места из-за тяжёлых условий военного времени. Многие переселились на земли, освободившиеся после депортации чеченского народа в 1944 году. Среди переселенцев оказались и жители села Гагатли.
В 1957 году по решению Совета Министров РСФСР для постоянного проживания были выделены участки на месте нынешнего села. Территория представляла собой заболоченные земли, покрытые камышовой растительностью.
В 1930 году здесь был основан хлопководческий совхоз имени Маркина. Однако в 1954 году он был реорганизован в зерновой совхоз из-за неблагоприятных условий для выращивания хлопка. В 1959 году совхоз был преобразован в специализированное виноградарческое хозяйство.
В 1981 году в селе была построена средняя школа. В 1997 году открыта школа кикбоксинга, воспитавшая многих известных спортсменов